# Neoliodes alatus
Neoliodes alatus är en kvalsterart som först beskrevs av Hammer 1979.  Neoliodes alatus ingår i släktet Neoliodes och familjen Neoliodidae. Inga underarter finns listade i Catalogue of Life.